# Wiesław Kupczak
Wiesław Kupczak (ur. 22 lipca 1961 w Żywcu) – polski aktor teatralny, filmowy i dubbingowy. Jest związany z Teatrem Śląskim w Katowicach.

## Życiorys
W 1985 ukończył studia w Państwowej Wyższej Szkole Teatralnej im. Ludwika Solskiego. Pracował jako aktor w Teatrze Śląskim im. Stanisława Wyspiańskiego w Katowicach (1985–1995 i od 1998), a także Teatrze Rozrywki w Chorzowie (1995–1998).

## Polski dubbing

### Filmy
- 1993: Kot w butach
- 1998: Faceci w bieli – Ed Klingbottom
- 1998: Książę Nilu: Historia Mojżesza – Mojżesz
- 1999: Au Pair
- 2002: W noc przed Bożym Narodzeniem: Mysie opowieści –
  - Karol (pierwsza wersja),
  - Elf (pierwsza wersja)

### Seriale
- 2000–2001: Wyścigi NASCAR –
  - Spex,
  - Phil „Octane” Knox
- 2001–2002: Nowe przygody Lucky Luke’a –
  - William Dalton,
  - Różne głosy
- 2001–2008: Odlotowe agentki –
  - jeden z fanów Ricky'ego Mathisa (odc. 1),
  - naukowiec pracujący dla Sebastiana (odc. 1),
  - jeden z uczniów (odc. 2),
  - jeden z agentów Agencji (odc. 6),
  - burmistrz Kangaroo Point (odc. 35),
  - jeden z mężczyzn uciekających przed falą (odc. 35),
  - surfer surfujący po fali przy Kangaroo Point (odc. 35),
  - jeden z surferów surfujących po fali przy Kirke Cove (odc. 35),
  - prezydent USA (odc. 46),
  - Stan (odc. 49)

### Słuchowiska
- 2005: Szlachcica poczciwego portret własny – Ślachetny Polak